# (22403) Manjitludher
(22403) Manjitludher  es un asteroide perteneciente al cinturón de asteroides, descubierto el 5 de junio de 1995 por David J. Asher desde el Observatorio de Siding Spring, en Australia.

## Designación y nombre
Manjitludher se designó inicialmente como 1995 LK.
Más adelante,  en 2002 fue nombrado por Manjit Kaur Ludher quien se especializa en lingüística y comunicación intercultural en la Universidad Nacional de Malasia. Su visita a Siding Spring en 1995 sigue siendo un punto culminante en su vida. Nacida en Kuala Lumpur, también realiza trabajo social voluntario relacionado con el desarrollo comunitario.

## Características orbitales
Manjitludher orbita a una distancia media del Sol de 2,318 ua, pudiendo acercarse hasta 1,813 ua y alejarse hasta 2,823 ua. Tiene una excentricidad de 0,218 y una inclinación orbital de 25,945° grados. Emplea en completar una órbita alrededor del Sol 1289,30 días.

## Características físicas
Su magnitud absoluta es 14,23.